# Henry Octavius Coxe

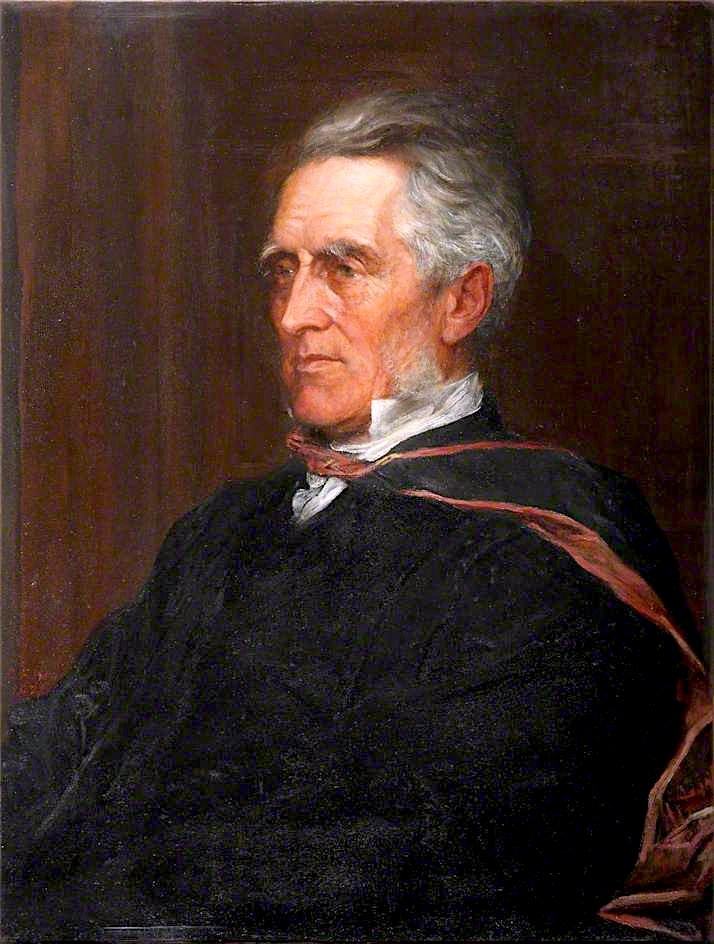
Henry Octavius Coxe

Henry Octavius Coxe (* 20. September 1811 in Bucklebury, Berkshire; † 8. Juli 1881 in Oxford) war ein britischer Bibliothekar und Gelehrter.

## Leben
Henry Octavius Coxe war der achte Sohn des Pastors Richard Coxe und von Susan Smith. Er empfing seine Ausbildung in der Westminster School in London und im Worcester College in Oxford. Er schloss sein Studium 1833 ab, nahm einen Posten in der für die Manuskripte zuständigen Abteilung des Britischen Museums an und trat bald danach in den geistlichen Stand ein. 1838 erhielt er eine Anstellung als Unterbibliothekar in der Bodleian Library in Oxford. Im folgenden Jahr heiratete er Charlotte Esther, Tochter des Generals Tomkyns Hilgrove Turner, mit der er fünf Kinder hatte, von denen ihn nur zwei überlebten. Er wirkte bis an sein Lebensende an der Bodleian Library, 1860 wurde er als Nachfolger von Bulkeley Bandinel (1781–1861) Oberbibliothekar (Bodley’s Librarian).
Als fähiger Paläograf reiste Coxe 1857 im Auftrag der britischen Regierung in die Levante, um die dortigen Klosterbibliotheken zu untersuchen. Er spürte mehrere wertvolle Handschriften in Kairo, Jerusalem und Patmos auf, doch ließen die Mönche, die sich im Besitz dieser Manuskripte befanden, sich diese nicht abkaufen. Ein Fieber zwang Coxe zur Heimkehr, ehe er den Athos besuche konnte. Dennoch waren die Resultate seiner Forschungen herzeigbar und erschienen in einem offiziellen Bericht (Report to H. M. Government on the Greek Manuscripts yet remaining in libraries of the Levant, 1858). Ein wichtiges Ergebnis seiner Reisen stellte die Aufdeckung der Fälschungen von Konstantinos Simonides dar.
Daneben war Coxe ein aktiver und hart arbeitender Geistlicher. Er hatte seine letzten 25 Lebensjahre eine Pfründe in Wytham in Berkshire inne und wurde für das Jahr 1842 zum Prediger an der Universitätskirche in Oxford, für das Jahr 1868 zum Prediger an der königlichen Hofkirche in Whitehall ernannt. Ehrenmitglied des Worchester College und des Corpus Christi College (Oxford), versah Coxe zugleich die Ämter eines der Kuratoren der Universitätsgalerien in Oxford und eines der Delegaten der Clarendon Press.
Als Schriftsteller machten Coxe bekannt die Herausgabe von Roger von Wendovers Chronica sive flores historiarum (5 Bde., London 1841–44) für die Englische Historische Gesellschaft, sowie von The Black Prince, an historical poem, written in French by Chandos Herald, with a translation and notes (London 1842) und von John Gowers’ Vox Clamantis für den Roxburghe Club  (London 1850). Er war auch Mitherausgeber des Calendar of the Clarendon state papers (1873) und des Calendar of charters and rolls preserved in the Bodleian Library (1878).
Unter Coxe’ Leitung wurde der Katalog der Bodleian Library mit mehr als 720 Bänden im Zeitraum von 1859–80 fertiggestellt; und er verfasste auch wertvolle Kataloge von Handschriftensammlungen verschiedener Oxford Colleges:
- Catalogus codicum mss. qui in collegiis aulisque Oxoniensibus hodie adservantur (2 Bde., Oxford 1852)
- Catalogus codicum mss. qui in bibliotheca Bodleiana adservantur. Pars 1: Codices graeci (Oxford 1853); Pars 2: Codices Laudiani (Oxford 1853); Pars 3: Codices graeci et latini canonici (Oxford 1854).

Während seiner letzten Lebensjahre begleitete Coxe seine Tochter Susan Esther (1842–1894), Gattin von John Wordsworth, dem späteren Bischof von Salisbury, bei mehreren Aufenthalten in Italien. Während dieser Reisen litt er bereits an einer schmerzhaften Krankheit, an der er nach siebenjährigem Leiden am 8. Juli 1881 im Alter von 69 Jahren in Oxford starb.